# УР-100Н
УР-100Н (Индекс ГРАУ — 15А30, по договору СНВ — РС-18А) — советская жидкостная межконтинентальная баллистическая ракета (МБР) шахтного базирования.
Несёт на борту до 6 боевых блоков и комплекс средств преодоления ПРО противника. С конца 2010-х годов УР-100Н УТТХ используется РВСН в качестве носителя управляемого боевого блока в ракетном комплексе «Авангард».
Разработана в ЦКБ машиностроения (ОКБ-52, с 2007 года ОАО «НПО машиностроения») под руководством В. Н. Челомея и в Филиале № 1 ЦКБМ под руководством В. Н. Бугайского.
Комплекс поставлен на боевое дежурство 26 апреля 1975 года. Принят на вооружение 30 декабря 1975 года. Серийное производство ракет развёрнуто в 1974 году на Московском Машиностроительном заводе имени М. В. Хруничева и продолжалось до 1985 года.

## История
Разработана в ЦКБ машиностроения (ОКБ-52, с 2007 года ОАО «НПО машиностроения») под руководством В. Н. Челомея и в Филиале № 1 ЦКБМ под руководством В. Н. Бугайского. Разработка начата 2 сентября 1969 года. Испытания проводились на полигоне Байконур с 9 апреля 1973 года по октябрь 1975 года. Комплекс поставлен на боевое дежурство 26 апреля 1975 года. Принят на вооружение 30 декабря 1975 года.
Серийное производство ракет развёрнуто в 1974 году на Московском Машиностроительном заводе имени М. В. Хруничева.

### УР-100Н УТТХ
В 1979 году на вооружение принят комплекс УР-100Н УТТХ (индекс ГРАУ — 15А35, по договору СНВ — РС-18Б, по классификации НАТО — SS-19 mod.2 Stiletto) с улучшенными тактико-техническими характеристиками. Серийное производство УР-100Н УТТХ продолжалось до 1985 года. Срок службы продлён до 35 лет, а позднее до 37 лет.

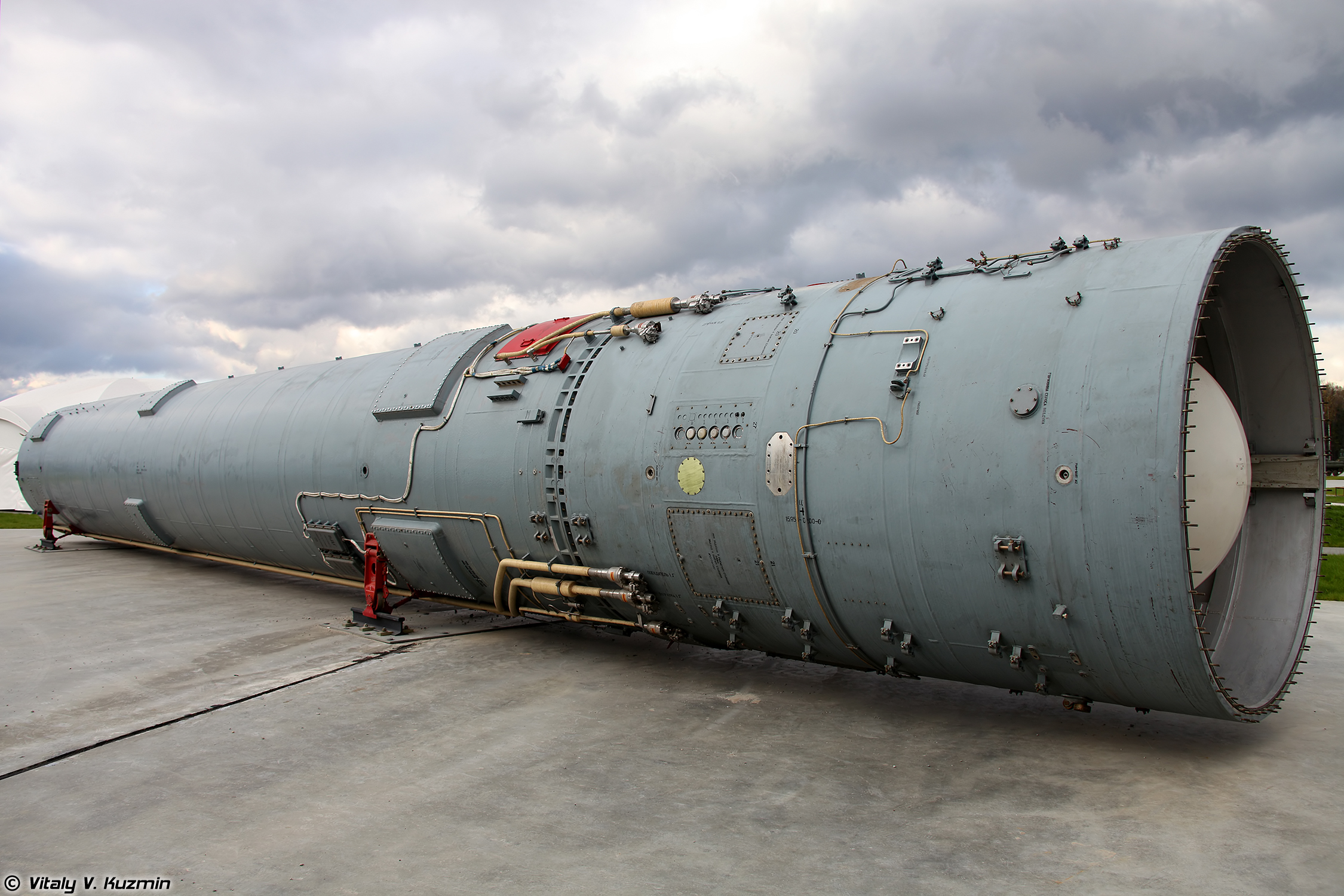
Межконтинентальная баллистическая ракета шахтного базирования 15А35 / УР-100Н УТТХ / РС-18Б в транспортно-пусковом контейнере 15Я54

МБР УР-100Н УТТХ (РС-18Б) является модификацией ракеты МБР УР-100Н. На новой ракете была повышена надёжность работы двигательных установок, улучшились характеристики системы управления и боевого оснащения. Общая дальность полёта ракеты немного возросла. Значительно упростилась эксплуатация ракетных комплексов при одновременном повышении стойкости к поражающим факторам ядерного взрыва. Ракета отличается простотой конструкции и высокой надёжностью ряда систем. Постановление правительства о разработке ракетного комплекса УР-100Н с улучшенными тактико-техническими характеристиками вышло 16 августа 1976 года. МБР УР-100Н УТТХ разработана в ЦКБ машиностроения под руководством В. Н. Челомея и в филёвском Филиале № 1 ЦКБМ, возглавляемом В. Н. Бугайским.
В связи с увеличением точности американских межконтинентальных баллистических ракет требовалось повысить степень защищённости шахтных пусковых установок, а также применить новый комплекс средств преодоления противоракетной обороны противника. Серия испытательных пусков УР-100Н УТТХ проводилась с 28 сентября 1977 по 26 июня 1979 года на полигоне Байконур. 17 декабря 1980 года комплекс был принят на вооружение. Первый ракетный полк с МБР УР-100Н УТТХ заступил на боевое дежурство 7 ноября 1979 года (г. Хмельницкий). Развёртывание МБР УР-100Н УТТХ началось в 1980 году. Всего было поставлено на боевое дежурство 360 ракет.
Стационарный ракетный комплекс 15П035 включал в себя 10 межконтинентальных баллистических ракет 15А35, смонтированных в шахтных пусковых установках 15П735, а также унифицированный командный пункт 15В52У высокой защищённости.

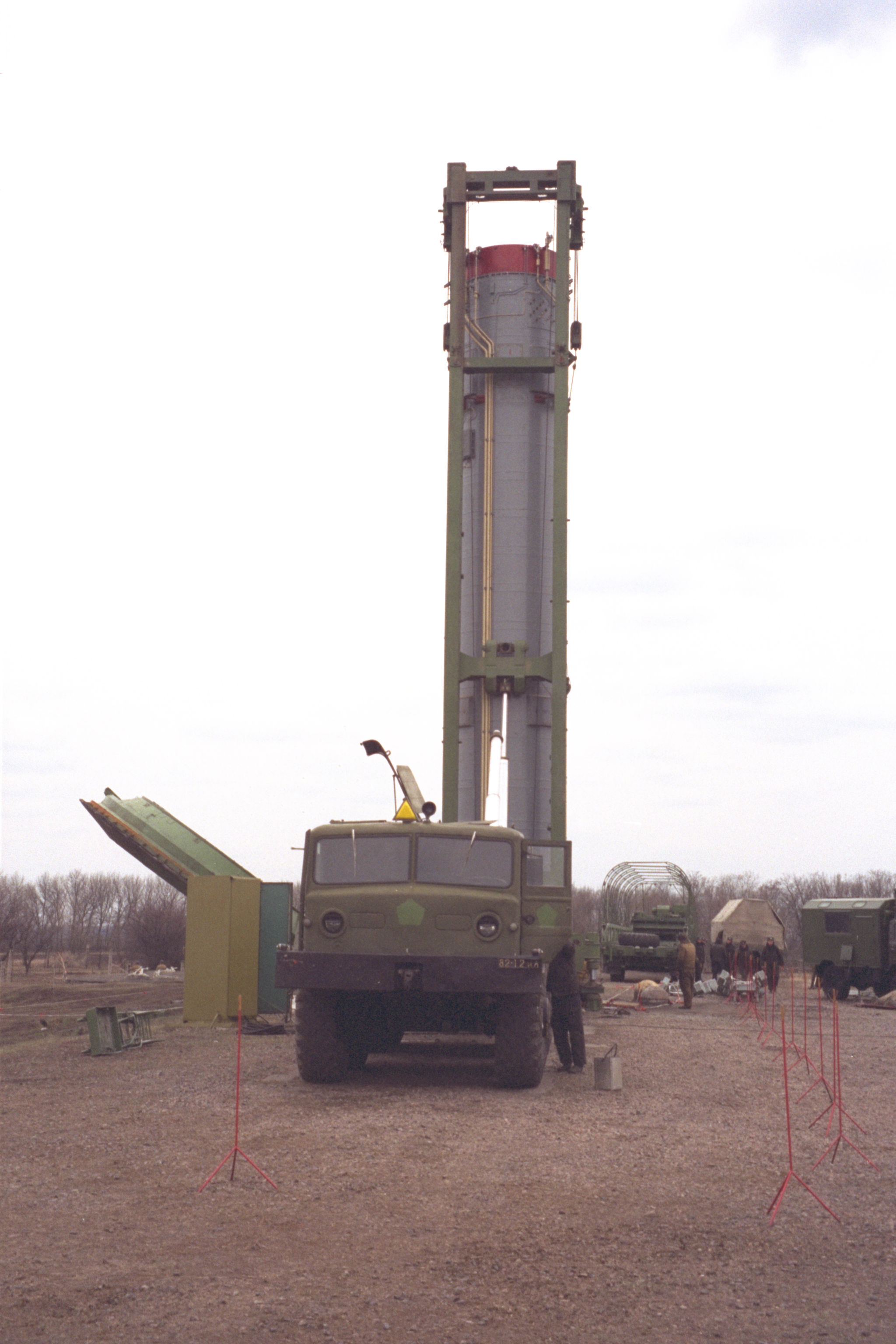
Установка в ШПУ

Серийное производство ракет УР-100Н УТТХ на Московском Машиностроительном заводе имени М. В. Хруничева продолжалось до 1985 года. Это была последняя МБР, выпускавшаяся на предприятии. После этого завод имени М. В. Хруничева полностью перешёл на выпуск космической техники.

### Носители космического назначения
На базе МБР разработаны ракеты-носители «Рокот» — с разгонным блоком «Бриз-КМ» вместо третьей ступени и «Стрела» — с изменённым ПО блока наведения. Возможен вывод на околоземную орбиту груза массой до 1950 кг.

## Основные характеристики
- Принятие на вооружение: 1975 год
- Масса: 105 600 кг
- Диаметр: 2,5 м
- Длина: 24 м
- Забрасываемый вес: 4350 кг
- Точность, КВО: 350—550 м[8]
- Тип ГЧ: РГЧ ИН 6×750 кт — 1 Мт
- Район разведения боевых блоков: 1000х2000 км[уточнить][9].
- Дальность стрельбы: 10 000 км.

## Сравнительная характеристика
| Общие сведения и основные тактико-технические характеристики советских баллистических ракет третьего поколения                                                                                    | Общие сведения и основные тактико-технические характеристики советских баллистических ракет третьего поколения | Общие сведения и основные тактико-технические характеристики советских баллистических ракет третьего поколения | Общие сведения и основные тактико-технические характеристики советских баллистических ракет третьего поколения | Общие сведения и основные тактико-технические характеристики советских баллистических ракет третьего поколения |
| Наименование ракеты | РСД-10 | УР-100 НУ | МР УР-100 | Р-36М, Р-36М УТТХ                                                                                              |
| Конструкторское бюро | МИТ | НПО «Машиностроение»                                                                                           | КБ «Южное» | КБ «Южное» |
| --- | --- | --- | --- | --- |
| Генеральный конструктор | А. Д. Надирадзе                                                                                                | В. Н. Челомей                                                                                                  | В. Ф. Уткин | В. Ф. Уткин |
| Организация-разработчик ЯБП и главный конструктор | ВНИИЭФ, С. Г. Кочарянц                                                                                         | ВНИИП, О. Н. Тиханэ                                                                                            | ВНИИЭФ, С. Г. Кочарянц                                                                                         | ВНИИЭФ, С. Г. Кочарянц                                                                                         |
| Организация-разработчик заряда и главный конструктор | ВНИИЭФ[уточнить], Б. В. Литвинов                                                                               | ВНИИЭФ, Е. А. Негин                                                                                            | ВНИИЭФ, Е. А. Негин                                                                                            | ВНИИЭФ, Е. А. Негин                                                                                            |
| Начало разработки | 04.03.1966[уточнить]                                                                                           | 16.08.1976 | 09.1970 | 02.09.1969 |
| Начало испытаний | 21.09.1974 | 26.10.1977 | 26.12.1972 | 21.02.1973 |
| Дата принятия на вооружение | 11.03.1976 | 17.12.1980 | 30.12.1975 | 30.12.1975 |
| Год постановки на боевое дежурство первого комплекса | 30.08.1976 | 06.11.1979 | 06.05.1975 | 25.12.1974 |
| Максимальное количество ракет, стоявших на вооружении | 405 | 360 | 150 | 308 |
| Год снятия с боевого дежурства последнего комплекса | 1990 | | 1995 | |
| Максимальная дальность, км | 5000 | 10000 | 10000+10320 | 11000+16000 |
| Стартовая масса, т | 37,0 | 105,6 | 71,1 | 210,0 |
| Масса полезной нагрузки, кг | 1740 | 4350 | 2550 | 8800 |
| Длина ракеты, м | 16,49 | 24,3 | 21,6 | 36,6 |
| Максимальный диаметр, м | 1,79 | 2,5 | 2,25 | 3,0 |
| Тип головной части | разделяющаяся головная часть с блоками индивидуального наведения                                               | разделяющаяся головная часть с блоками индивидуального наведения                                               | разделяющаяся головная часть с блоками индивидуального наведения                                               | разделяющаяся головная часть с блоками индивидуального наведения                                               |
| Количество и мощность боевых блоков, Мт | 1×1; 3×0,15 | 6×0,75 | 4×0,55+0,75 | 8×0,55+0,75 |
| Стоимость серийного выстрела, тыс. руб. | 8300 | 4750 | 5630 | 11870 |
| Источник информации : Оружие ракетно-ядерного удара. / Под ред. Ю. А. Яшина. — М.: Издательство МГТУ имени Н. Э. Баумана, 2009. — С. 25–26 — 492 с. — Тираж 1 тыс. экз. — ISBN 978-5-7038-3250-9. | | | | |

## Где можно увидеть
- Ракета 15А35 представлена в филиале Центрального музея РВСН в Военной академии РВСН им. Петра Великого в Балашихе Московской области[10].
- Также ракету можно увидеть в Дмитровском филиале МГТУ им. Н. Э. Баумана.